# Bánkuti Albin
Bánkuti Albin (Budapest, 1944. augusztus 7. – 2021. december 11.) iparművész, kiállításrendező.

## Életpályája
1958-62 között végezte el az Képző- és Iparművészeti Gimnáziumot. 1962-ben a Központi Múzeumi Igazgatóság Kiállításrendező osztályán kezdett el dolgozni. Első munkája a Magyar Nemzeti Múzeum Ásványok és kőzetek világa című állandó kiállítása volt. Ettől kezdve 1990-ig különböző beosztásokban végezte kiállításrendezői munkáját.
Több száz múzeumi kiállítás tervezésében, rendezésében és kivitelezésében vett részt, történeti, néprajzi, irodalmi, vallástörténeti, közlekedéstörténeti, természettudományi, mezőgazdasági területeken az ország egész területén és külföldön is. Mind az országos, mind a megyei múzeumi szervezetekben dolgozott. A korszak egyik legjelentősebb magyar kiállításrendezője volt itthon és külföldön egyaránt. Részt vett a Magyar Nemzeti Múzeum koronázási jelvények kiállításának rendezésében is.
Külön meghatározó elemei munkásságának a nemzeti parkokhoz kapcsolódó, a természet és az ember kapcsolatát is bemutató tárlatok, mint A denevérek világa, a kölkedi Fehérgólya Múzeum, a gemenci Élet az ártéren, A karszt és élővilága Felsőtárkányon.
A Nemzeti Múzeum Restaurátori alaptanfolyam kiállításrendezési alapismeretek előadója, az ELTE Folklór Tanszék kiállításrendezése speciál kollégiumának gyakorlati előadója volt.
Hosszú betegség után hunyt el 2021 decemberében 77 éves korában.

## Díjak, elismerések
Kivételes térszemlélet, stílus jellemezte munkáit, amelyekben a műtárgy, a fotó és a látvány egységére törekedett. Munkájának minőségét több miniszteri kitüntetés, 3-szoros nívódíj (1975, 1980, 1982), továbbá a Zrinyi Katonai Akadémia és a Bolgár Népköztársaság Kulturális Bizottságának kitüntetései igazolják.
Több évtizedes magas színvonalú kiállításrendezési tevékenysége elismeréseként 2013-ban Pulszky Ferenc-díjban részesült.